# Чечеульский сельсовет
Чечеульский сельсовет - сельское поселение в Канском районе Красноярского края.
Административный центр - село Чечеул.

## Население
| 2010 | 2012  | 2013  | 2014  | 2015  | 2016  | 2017  |
| ---- | ----- | ----- | ----- | ----- | ----- | ----- |
| 3216 | ↗3276 | ↘3249 | ↗3297 | →3297 | ↘3275 | ↘3234 |

## Состав сельского поселения
В состав сельского поселения входят 4 населённых пункта:
| № | Населённый пункт | Тип населённого пункта       | Население |
| - | ---------------- | ---------------------------- | --------- |
| 1 | Зелёный Луг      | посёлок                      | 276       |
| 2 | Краснополянск    | посёлок                      | 114       |
| 3 | Новый Путь       | деревня                      | 346       |
| 4 | Чечеул           | село, административный центр | 2480      |

## Местное самоуправление
Чечеульский сельский Совет депутатов
Дата избрания: 14.03.2010. Срок полномочий: 5 лет. Количество депутатов:  10
Глава муниципального образования
- Лапин Сергей Анатольевич. Дата избрания: 14.03.2010. Срок полномочий: 5 лет